# دمیر-قاپو
دمیر-قاپو (اوکراینی: Демір-Капу) یک کوه در شبه‌جزیره کریمه است.